# Wignicourt

Wignicourt este o comună în departamentul Ardennes din nordul Franței. În 1 ianuarie 2022 avea o populație de 57 de locuitori.